# Силденафіл
Силденафі́л (INN: Sildenafil) — інгібітор фосфодіестерази типу 5. Лікарський засіб для лікування еректильної дисфункції (імпотенції) та легеневої гіпертензії.
Силденафіл під торговою маркою «Віагра» американської фармацевтичної фірми «Пфайзер» є одним з найвідоміших лікарських засобів у світі[джерело?].

## Історія виникнення
Силденафіл (compound UK-92,480) було синтезовано у 1992 році групою фармацевтів американської фармацевтичної компанії «Пфайзер», що працювала у дослідницькій лабораторії м. Сендвіч (Велика Британія). Спочатку метою досліджень було отримання нового препарату для лікування гіпертензії та стенокардії. Фаза I клінічних випробувань препарату виявила, що новий синтезований препарат не має достатньо ефективної дії при лікуванні стенокардії, але було виявлено іншу характеристику — препарат спричиняв підвищення еректильної функції у чоловіків.
Дослідники, що відкрили властивості силденафілу, були нагороджені Нобелівською премією в 1998 році.

## Лікування

### Еректильна дисфункція
Проводиться при показаннях лікарем-андрологом.

### Легенева гіпертензія
Застосування Силденафілу в поєднанні з довгостроковою терапією з простацикліном у пацієнтів з вираженою легеневою гіпертензією забезпечує тривалу клінічну стабілізацію стану хворого та покращення його дієздатності, що підтверджується ехокардіографічними показниками функції правого шлуночка. Ефект перевірено триває більше ніж 24 місяці. Назва препарату, що містить Силденафіл, для лікування легеневої гіпертензії — Revatio.

### Антикарциногенний ефект
Науковці в США запропонували доповнювати лікування карциноми простати силденафілом, оскільки він у комбінації з доксорубіцином — агентом, який використовується для хімієтерапії — значно підвищує ефективність останнього, а також понижує його негативну дію на серце.

## Генерики
Комерційна назва речовини — Віагра (Pfizer, США).
Існує ряд генеричних препаратів (дженериків), наприклад: 
- Адамакс (Мікро Лабс Лтд для «Олфарма ВАТ», Індія/Україна),
- Алті-Мет (Орхід Хемікалс енд Фармасьютікалс Лтд, Індія),
- Віасил (Лекфарм СП ВАТ, Республіка Білорусь),
- Віафіл (Фармакар Інт. Ко., Німецько-Палестинське СП, Палестина),
- Вівайра (Белупо, Хорватія),
- Віграмакс (ІБН Хайан Фармасьютікалз, Сирія),
- Вігранде (Зентіва АТ, Словацька Республіка),
- Візарсин (КРКА, Ново место, Словенія),
- Дженагра (Дженом Біотек Пвт. Лтд., Індія),
- Дінаміко (Пліва Хрватска д.о.о., для «Тева Фармацевтікал Інд.», Хорватія/Ізраель),
- Екстра (Туліп Лаб. Пвт. Лтд., Індія),
- Ерасмо (Мефа ЛЛС, Швейцарія),
- Ергос (ФарКоС ФФ, ПАЕ/Астрафарм ВАТ, Київ, Україна),
- Ерексезил (Егіс, Фармацевтический завод ОАО/Вест Фарма Продукокс, Угорщина/Португалія),
- Еректил (Стіролбіофарм ВАТ, Горлівка, Донецька обл., Україна),
- Еро-Лайф (Червона зірка, ХФЗ, ПАТ, Харків, Україна),
- Еромакс (Фармекс групп ВАТ, Україна),
- Еросил (Астрафарм ВАТ, Вишневе, Київо-Святошинський р-н, Україна),
- Еротон (Фітофарм ПАТ, Україна).
- Ігра (Дженефарм С. А. для «Дженовейт Фармасьютікалс Лтд», Греція/Кіпр),
- Інтагра (Інтерхім ОДО, Одеса, Україна),
- Інфорс (Санека Фармасьютікалз АТ для «Ксантіс Фарма Лтд», Словаччина/Кіпр),
- Камагра (Аджанта Фарма Лтд., Індія),
- Камафіл (Купер Фарма, Індія),
- Конегра (ФДС ЛТД для «Євро Лайфкер Лтд», Індія/Велика Британія),
- Лавекс (Фармако АТ, Молдова),
- Ловігра (Браво Хелскеа Лтд. для «IU Лайф Саєнсіз Пвт. Лтд.», Індія),
- Максігра (Польфарма С. А., Польща),
- Могінін (Кусум Хелтхкер Пвт. Лтд., Індія),
- Новагра (Марксанс Фарма Лтд для «Євро Лайфкер», Індія/Велика Британія),
- Новігра (Наброс Фарма Пвт. Лтд., Індія),
- Олнайт (Актавіс Лтд. для «Біосайнс Лтд», Мальта/Велика Британія),
- Пенігра (Каділа Хелткер Лтд. для «Аббот Арцнайміттель ГмбХ», Індія/Німеччина),
- Пенімекс (Юнік Фармасьютікал Лабораторіз, Індія),
- Потенціалє (Технолог ПАТ, Умань, Черкаська обл., Україна),
- Реваціо (Пфайзер Пі. Джи. Ем., Франція/США),
- Силденафіл (Гетеро Лабз Лтд для «Ананта Медікеар Лтд», Індія/Велика Британія),
- Сігра (Бафна Фармасьютікалс Лтд, Індія),
- Сілагра (Ціпла Лтд, Індія),
- Сілада (Лек «Сандоз», Польща/Словенія),
- Сілдокад (Джубілант Лайф Сайнсез Лтд, Індія),
- Сінегра (Нобел Ілач Санаі Ве Тіджарет А. Ш., Туреччина),
- Строндекс (Мікрохім НВФ ВАТ, Рубіжне, Луганська обл., Україна),
- Супервіга (Здоров'я ФК ВАТ, Харків, Україна),
- Тегрум (Мікрохім НВФ ВАТ, Рубіжне, Луганська обл., Україна),
- Турбомінт (Дженефарм С. А. для «Апотекс Інк.», Греція/Канада),
- Факел (Дженефарм С. А. для «Норд Фарм ВАТ», Греція/Польща),
- Філап (Ранбаксі Лабораторіз Лтд., Індія),
- Форсаж (Дженефарм С.A. для «Актавіс груп AT», Греція/Ісландія),

Перелік не є повним.